# ポール・ジャクソン・ジュニア
ポール・ジャクソン・ジュニア（Paul Jackson Jr.、1959年12月30日 - ）は、アメリカ合衆国カリフォルニア州ロサンゼルス出身のジャズ、フュージョン・ギタリスト。
ジャズ、フュージョン界を中心にセッション活動しているが、その他、R&B界やラテン音楽界等にも参加しており、その数多なアーティストとのセッションの多さからセッション王と称されるほどである。そう呼ばれるほどまでに登りつめた訳は実力もさることながら、「先輩のギタリストに当たるリー・リトナーがソロ活動を始めたことで、セッション・ミュージシャンのギタリスト枠に空きが出来、替わってジャクソンがセッション・ミュージシャンとして活躍するようになった」とジャクソン本人も語っている。世界的なギタリストとしてマイケル・ジャクソン（『スリラー』『バッド』『デンジャラス』の各アルバム）から、エルトン・ジョン、ホイットニー・ヒューストン、マーカス・ミラーといった大御所までサポートしている。

ハービー・ハンコック等と共演したベーシストのポール・ジャクソンと混同される事が多いが、血縁関係その他はない。

## 略歴
カリフォルニア州ロサンゼルスのサウス・セントラルに生まれ、音楽一家の元に育つ。6歳で子役俳優としてデビューし、TVドラマ『アフリカ大牧場』（米ABC）、『刑事コジャック/マーカス＝ネルソン殺人事件』（米CBS）、NBCミステリー・ムービーシリーズの『テナフライ』（米NBC）、映画『スティング』『シンデレラ・リバティー/かぎりなき愛』などに子役として出演している。12歳の時に本格的にギターを始め、15歳でプロ・ミュージシャンになることを決意する。18歳よりプロ・ミュージシャンとして活動し始める。南カリフォルニア大学では音楽を専攻した。
1988年にアトランティック・レコードからデビュー・アルバム『アイ・ケイム・トゥ・プレイ』を発表。数年ごとではあるが、コンスタントにアルバムを発表している。1996年には日本のポニーキャニオンよりアルバム『ネヴァー・アローン』を発表。アメリカでの配給はブルーノートがしており、2001年と2003年にはブルーノートよりアルバムをリリース。2008年にはマイナーレーベルに移り、アルバムを発表している。

## 使用機材

### ギター
- Paul Reed Smith Paul Jackson Jr. Signature Model JA-15[2][3]
- Paul Reed Smith Singlecut 250
- Paul Reed Smith PRS 513
- Gibson Paul Jackson Jr. Signature Model ES-347
- Gibson Les Paul Standard
- Gibson Florentine Hollow Body
- Gibson Custom ES-335
- Valley Arts Custom Pro "Strat"
- Takamine Hirade Nylon String
- Takamine ENV 760S Steel String
- Martin D-35S Steel String
- Ibanez GB-10 Hollow Body Electric
- Jerry Jones 3 "Lipstick" pick up guitar
- Jose Iribe Nylon String RMC Pickups

### アンプ
- Rivera Custom single 10 amps Divider
- Gibson Goldtone Stereo Class A amp
- Matchless DC 30
- Mesa Boogie Mark IV
- Mesa Boogie Triaxis Preamp
- Fuchs Custom Overdrive single 10 amps
- Marshall JMP Preamp

### エフェクター
- Custom Audio Electronics Effects Rack (wired with Monster Cable)
- Tri Stereo Chorus
- Roland VF-1
- Musitronics Mutron III
- Musitronics Mutron Octave Divider
- Line 6 Echo Pro
- Line 6 Mod Pro
- T.C. Electronic G Force
- Demeter Opto Compulator
- Xotic Effects AC Stomp
- Xotic Effects RC Stomp
- Xotic Effects BB Preamp
- Xotic Effects Robo Talk
- Soldano Overdrive
- Valveboy Overdrive
- Visual Sound H20 Chorus Delay
- Visual Sound　Route 66 Compressor Overdrive;
- Jeckyl and Hyde Overdrive

### その他
- Gibson Banjo
- Gibson Mandolin
- Dean Markley Strings
- Levy's Leathers LTD Straps and Cases
- Bartolini Pick Ups
- Custom Audio Electronics Switching Systems and Guitar Rigs[4]

## ディスコグラフィ

### リーダー・アルバム
- 『アイ・ケイム・トゥ・プレイ』 - I Came to Play (1988年、Atlantic)
- 『アウト・オブ・ザ・シャドウズ』 - Out of the Shadows (1990年、Atlantic)
- 『リヴァー・イン・デザート』 - A River in the Desert (1993年、Atlantic)
- 『ネヴァー・アローン』 - Never Alone: Duets (1996年、Blue Note)
- The Power of the String (2001年、Blue Note)
- Still Small Voice (2003年、Blue Note)
- Lay It Back (2008年、Branch)
- Stories from Stompin' Willie (2016年、Branch)

### 参加アルバム
- ドナルド・バード : 『サンキュー・フォー・F.U.M.L.』 - Thank You...For F.U.M.L. (Funking Up My Life) (1978年、Elektra)
- ジャクソンズ : 『デスティニー〜今夜はブギー・ナイト』 - Destiny (1978年、Epic)
- ラロ・シフリン : 『ノー・ワン・ホーム』 - No One Home (1979年、Tabu)
- ジャクソンズ : 『トライアンフ』 - Triumph (1980年、Epic)
- ライオネル・リッチー : 『ライオネル・リッチー』 - Lionel Richie (1982年、Motown)
- マイケル・ジャクソン : 『スリラー』 - Thriller (1982年、Epic)
- シカゴ : 『シカゴ17』 - Chicago 17 (1984年、Full Moon/Warner Bros.)
- エイミー・グラント : 『初めての誘惑』 - Unguarded (1985年、A&M)
- ジョージ・ベンソン&アール・クルー : 『コラボレーション』 - Collaboration (1987年、Warner Bros.)
- マイケル・ジャクソン : 『バッド』 - Bad (1987年、Epic)
- デイヴィッド・サンボーン : 『クローズ・アップ』 - Close Up (1988年、Reprise)
- マイケル・ジャクソン : 『デンジャラス』 - Dangerous (1991年、Epic)
- 松任谷由実：『U-miz』 (1993年、Express)
- 松任谷由実：『THE DANCING SUN』 (1994年、Express)
- 松任谷由実：『KATHMANDU』 (1995年、Express)
- 松任谷由実：『Cowgirl Dreamin'』 (1997年、Express)
- 松任谷由実：『スユアの波』 (1997年、Express)
- ドン・モーエン : God Is Good – Worship with Don Moen (1998年、Integrity, Hosanna! Music)
- イディナ・メンゼル : 『スノー・ウィッシズ〜雪に願いを』 - Holiday Wishes (2014年、Warner Bros.)
- プレップ : 『ライン・バイ・ライン』 - Line by Line (2018年、Jeffrey International) ※EP